# سامسونگ گلکسی زد فولد ۲
سامسونگ گلکسی زد فولد ۲ (به انگلیسی: Samsung Galaxy Z Fold 2) یک تلفن همراه هوشمند تاشو سطح بالا مبتنی بر اندروید است که توسط سامسونگ الکترونیک به‌عنوان جانشین سامسونگ گلکسی فولد توسعه یافته‌است. این محصول در ۵ اوت ۲۰۲۰ در کنار سامسونگ گلکسی نوت ۲۰، سامسونگ گلکسی تب اس۷، سامسونگ گلکسی بادز لایو و سامسونگ گلکسی واچ ۳ معرفی شد.

## نگارخانه

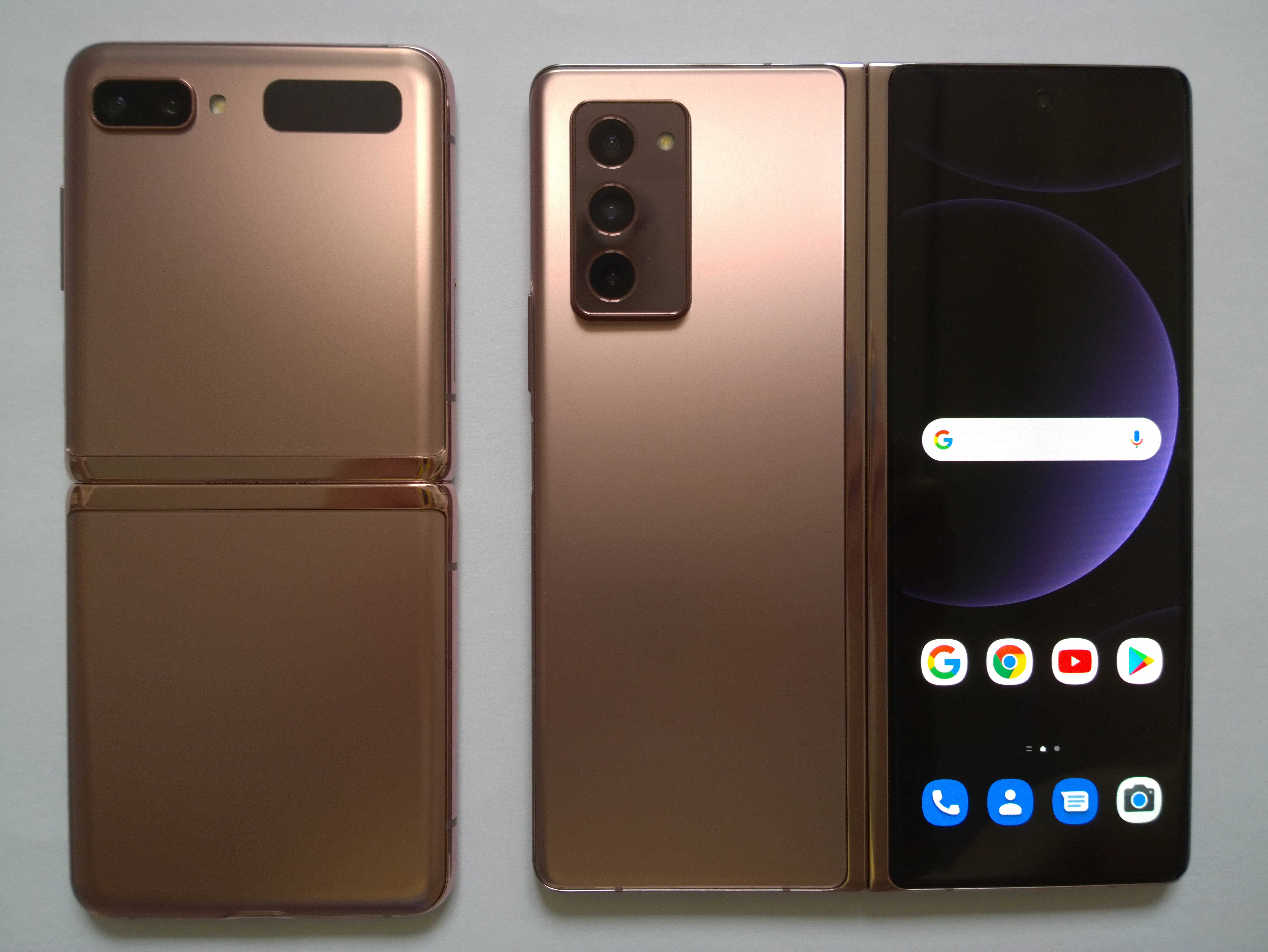
Unfolded Galaxy Z Fold 2 & Z Flip
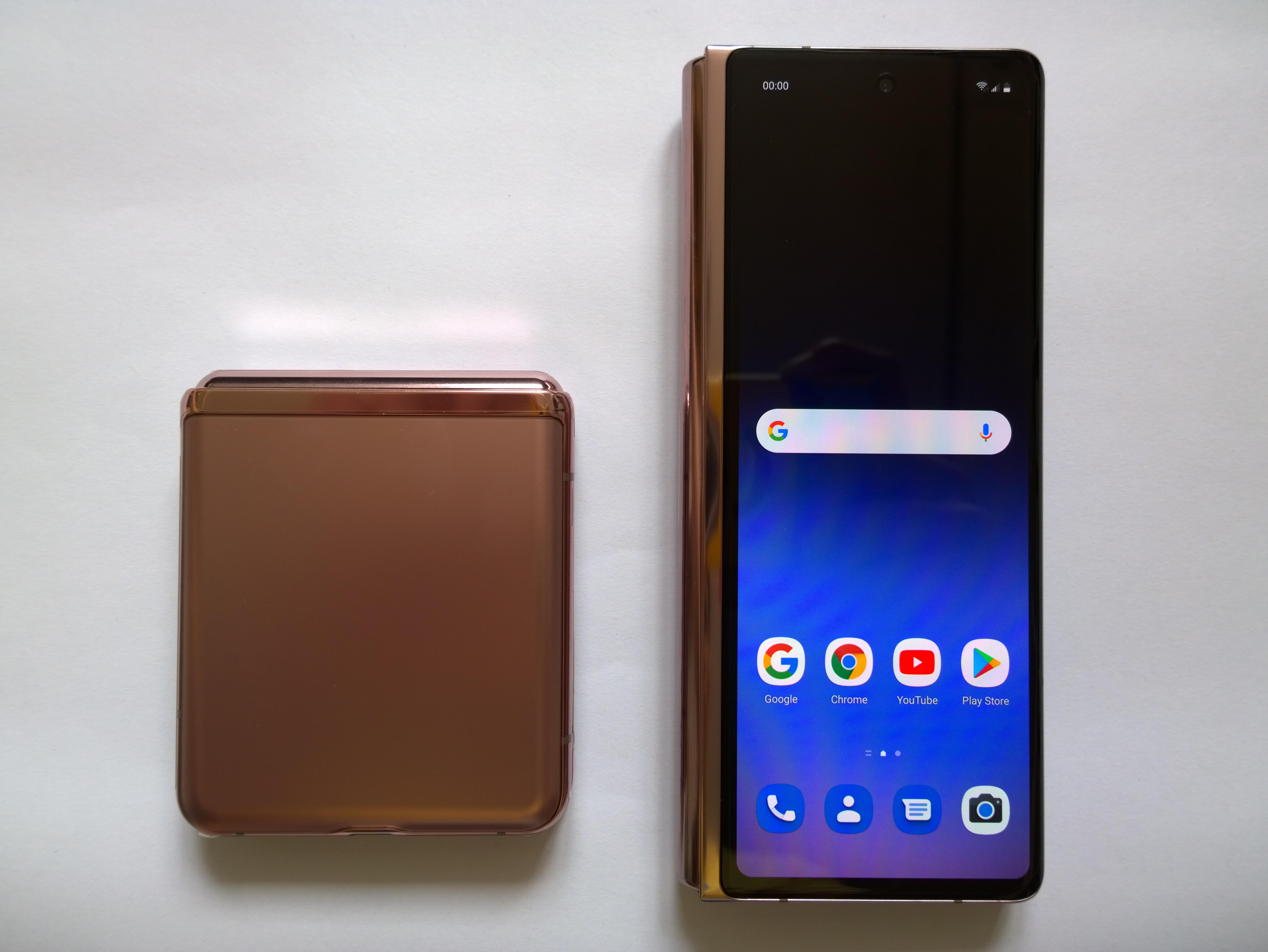
Galaxy Z Fold 2 & Z Flip when folded
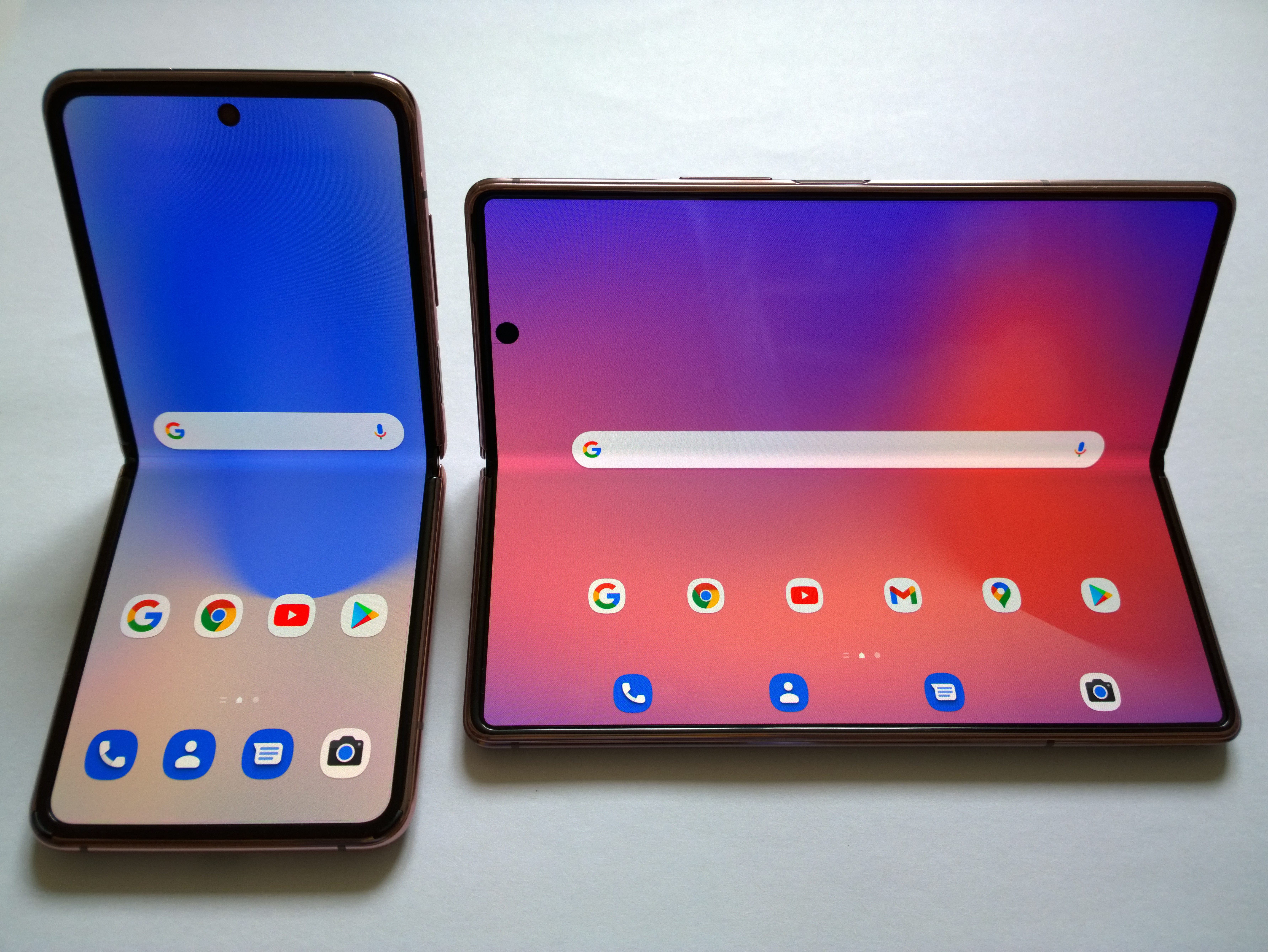
Galaxy Z Fold 2 & Z Flip when opened